# Pentagram (гурт)
Pentagram — американський дум-метал-гурт з Александрії, штат Вірджинія, який вважається одним із піонерів хеві-металу, зокрема піджанру дум-металу, а також одними з «великої четвірки дум-металу» разом із Candlemass, Saint Vitus і Trouble. 

## Склад гурту

### Поточні учасники
- Боббі Ліблінг – вокал (1971–2005, 2008–2017, 2019–дотепер)
- Тоні Рід — гітари (2024—дотепер)
- Scooter Haslip – бас (2024–дотепер)
- Генрі Васкес — ударні (2024—дотепер)

## Дискографія
- Pentagram (1985, Pentagram Records), перевидана як Relentless (1993, Peaceville Records) [5]
- Day of Reckoning (1987, Napalm Records)
- Be Forewarned (1994, Peaceville Records)
- Review Your Choices (1999, Black Widow Records)
- Sub-Basement (2001, Black Widow Records)
- Show 'Em How (2004, Black Widow Records)
- Last Rites (2011, Metal Blade Records)
- Curious Volume (2015, Peaceville Records)
- Lightning in a Bottle (2025, Heavy Psych Sounds)

### Живі альбоми
- A Keg Full of Dynamite (2003, Black Widow Records)
- Live Rites (2011, Svart Records)

## Зовнішні посилання
- Офіційний сайт
- Сторінка Pentagram в The Metal Archives
- Pentagram на сайті AllMusic (англ.)

- Pentagram (гурт) на сайті Discogs (англ.) на
- Pentagram на сайті IMDb (англ.)
- Архів живих фотографій Pentagram в Rock-O-Graphy Барбари Переман